# Stonewashed
Stonewashed war eine 1994 in Deutschland gegründete Hard-Rock-Band, die aus der 1991 gegründeten Gruppe Coracko hervorgegangen war. Nach zwei Umbesetzungen bei Coracko erfolgte die Umbenennung in Stonewashed. Die Gruppe veröffentlichte nur ein Album.

## Geschichte
Der Gitarrist Peter Szigeti hatte gemeinsam mit dem Bassisten Frank Rittel, dem Schlagzeuger Martin Engler und dem Sänger Dirk Wicke 1991 die Band Coracko gegründet und mit ihr im September 1992 das Album New Virus Spreads veröffentlicht. 1993 verließ Rittel die Band und wurde durch Alex T. Walker ersetzt. Sänger Dirk Wicke verließ die Band später ebenfalls. Für ihn stieß der Niederländer Leon Goewie, Gründungsmitglied von Vengeance, zur Gruppe.
Aus rechtlichen Gründen benannten die Musiker ihre Band in Stonewashed um. Sie veröffentlichte 1995 das Album Way of Thorns.

## Diskografie
- 1995: Way of Thorns